# Sematophyllum plagiothecioides
Sematophyllum plagiothecioides là một loài rêu trong họ Sematophyllaceae. Loài này được Dixon & Thér. mô tả khoa học đầu tiên năm 1942.